# 옹개
옹개(雍闓, ? ~ 225년)는 중국 후한 말기 ~ 삼국 시대의 세력가로, 익주군 사람이다. 전한의 개국공신 옹치의 후손이다.

## 생애
건안 말기에, 교지태수 사섭의 회유를 받아 손권에게 투항했다. 익주태수 정앙(正昂)을 죽이고, 손권과 내통하여 후임 장예(張裔)를 사로잡아 손권에게 압송했다.
유비가 사망한 소식을 듣고 교만한 마음이 더욱 커져, 도호 이엄의 회유를 묵살하였다. 또 동오에 투항하여 영창태수에 임명되었다. 영창군의 오관연공조 여개와 부승 왕항이 옹개가 영창태수로 부임하는 것을 저지하자 격서를 여러 차례 영창군에 보냈으나 여개의 마음을 돌려놓지 못했다. 이후 여개 등을 계속 압박하였으나, 굴복시키지는 못했다.
225년, 승상 제갈량이 남방의 반란을 토벌하려고 출진하려던 차에(제갈량의 남정), 이미 고정의 부하에게 살해되었다.

## 《삼국지연의》에서의 옹개
소설 삼국지연의에서는 건녕태수였다. 건흥 3년(225년), 남만왕 맹획(孟獲)과 연합하고 장가태수 고정, 월수태수 주포와 함께 촉나라에 반기를 들어, 자신들에게 호응하지 않은 영창군(永昌郡)을 공격하였다가, 제갈량이 자신들을 치러 온다는 소식을 듣고 방향을 돌려 제갈량 군과 싸웠다. 제갈량(諸葛亮)의 이간계에 걸린 고정에 의해 살해당하였다.